# Paweł Nowakowski
Paweł Nowakowski ps. Kryjak, Leśnik, Łysy, Tata, Wąs (ur. 17 czerwca 1900 w Dłutowie, zm. 27 sierpnia 1991 w Szczytnie) – polski działacz społeczny i spółdzielczy, wójt Zielunia w latach 1933–1939, oficer ZWZ i AK, komendant Obwodu Działdowo AK, po wojnie dowódca Batalionu ROAK „Znicz”, nauczyciel, major Wojska Polskiego.

## Życiorys
Przed I wojną światową ukończył czteroklasową szkołę powszechną w Dłutowie. Kontynuował naukę w gimnazjum w Mławie. Tam w 1917 (albo w 1918) roku wstąpił do Polskiej Organizacji Wojskowej i w listopadzie 1918 roku brał udział w rozbrojeniu niemieckiego garnizonu oraz w napadzie na pociąg przewożący z Warszawy do Prus około 2000 żołnierzy.
Jako uczeń szóstej klasy gimnazjum w 1919 roku zgłosił się ochotniczo do Wojska Polskiego, w którym walczył w wojnie polsko-bolszewickiej: jako żołnierz 1 pułku artylerii ciężkiej Legionów bronił Warszawy od strony północnej.

### Okres międzywojenny
Uzyskał maturę w 1922 roku i rozpoczął studia na Wydziale Filozoficzno-Matematycznym Uniwersytetu Warszawskiego. Przeniósł się do Poznania, gdzie w 1926 roku (albo w 1929) ukończył studia na Wydziale Rolniczo-Leśnym Uniwersytetu Poznańskiego, a wkrótce potem Szkołę Podchorążych Rezerwy Artylerii we Włodzimierzu Wołyńskim.
Po ukończeniu Szkoły Podchorążych wrócił do Dłutowa, gdzie poświęcił się pracy społecznej: organizował spółdzielczość pożyczkowo-kredytową i mleczarską. Pełnił funkcje: prezesa ochotniczej straży pożarnej w Dłutowie, wiceprezesa zarządu powiatowego ochotniczych straży pożarnych w Mławie, prezesa rad nadzorczych spółdzielni i członka krajowej rady spółdzielczej.
W latach 1933–1939 pełnił funkcję wójta w Zieluniu. W tym czasie:
- oddłużył nadmiernie zadłużoną gminę,
- założył szkółkę drzewek (za szkołą we Wronce), głównie akacji i lip do obsadzenia dróg,
- wybrukował drogi we wsiach,
- wybudował żwirową drogę bitą z Zielunia do Dłutowa i drogi do innych wsi i obsadził je drzewami; zainicjował budowę mostów w Nicku, a później w Zieluniu,
- doprowadził linię telefoniczną do Dłutowa (w 1936 roku),
- bezkonfliktowo umożliwił zakup ziemi lokalnym rolnikom z rozparcelowanego majątku w Łęcku,
- zaplanował na 1940 rok budowę w Dłutowie nowej, dużej szkoły.

### II wojna światowa
We wrześniu 1939 roku nie został zmobilizowany. W lecie 1940 roku wstąpił do Związku Walki Zbrojnej i został jego komendantem na gminę Zieluń, współpracował ze Stanisławem Kazimierczakiem „Wilgą”, komendantem Obwodu Sierpc. Werbował do organizacji nowych członków i prowadził mały sabotaż. W grudniu 1940 roku, ostrzeżony o grożącym mu aresztowaniu, wyjechał do Warszawy, gdzie nawiązał kontakt z okręgiem warszawskim ZWZ i został oficerem dyspozycyjnym. W 1942 roku otrzymał od Komendanta Głównego Armii Krajowej nominację na komendanta Obwodu Mława Działdowo AK i Powiatowego Delegata Rządu i pod pseudonimem „Leśnik” wrócił w swój teren, gdzie przystąpił do budowy organizacji. Teren ten był włączony do III Rzeszy, a znaczną większość mieszkańców stanowili Niemcy lub Polacy, którzy przyjęli obywatelstwo niemieckie.
Zorganizował sieć wywiadowczą, miał agentów przy budowie Wilczego Szańca – kwatery Hitlera koło Kętrzyna i otrzymane wiadomości o tej budowie przekazywał swym przełożonym. Rozpoznawał sytuację w obozach: koncentracyjnym w Soldau (Działdowo), jenieckim w Hohenstein (Królikowo) oraz jeńców angielskich lotników koło Kłajpedy. Po nawiązaniu z nimi kontaktu zorganizował trasę ucieczki, którą wielu z nich przedostało się do Gdańska, a dalej drogą morską do Szwecji. Przekazywał systematyczne meldunki o ruchach pociągów z wojskiem i sprzętem wojennym, o lokalizacji jednostek wojskowych. Gdy na terenie obwodu nastąpiły zrzuty desantu radzieckiego i polskiego, nawiązał z nimi kontakt, udzielał pomocy, przekazywał informacje wywiadowcze, które umożliwiły zniszczenie jednostek niemieckich, np. dzięki jego informacjom umożliwiono zbombardowanie w lasach iławskich niemieckiej dywizji zmotoryzowanej.
Jego organizacja kontynuowała mały sabotaż, np. w parowozowniach w Iłowie i Działdowie jego ludzie unieruchamiali lokomotywy przez powodowanie awarii w ich urządzeniach. „Leśnik” prowadził aktywną działalność propagandową, organizował tajne nauczanie, zdobywał i gromadził broń, szkolił ludzi i przygotowywał swój obwód do ogólnonarodowego powstania.

### Po II wojnie światowej
Po rozwiązaniu AK, aresztowania, prześladowania oraz mordy dokonywane na jej członkach przez NKWD i UB skłoniły go do pójścia ponownie do lasu. Po nawiązaniu kontaktu z organizacją ROAK (Ruch Oporu Armii Krajowej) jesienią 1946 roku objął dowództwo nad poakowskimi oddziałami o charakterze samoobronnym oraz pozostałościami sieci konspiracyjnej AK na terenie trzech województw, głównie na terenie powiatów: w województwie warszawskim: działdowskiego, mławskiego, ciechanowskiego i sierpeckiego, w województwie pomorskim: brodnickiego, lubawskiego, lubawskiego i rypińskiego, oraz w województwie olsztyńskim: nidzickiego i ostródzkiego. Stworzył jeden z największych oddziałów podziemia niepodległościowego w Polsce: batalion ROAK „Znicz”.
W związku z amnestią ogłoszoną przez komunistów, 24 lutego 1947 roku Nowakowski wydał rozkaz informujący o zakończeniu działalności „Znicza”. Zachęcał pozostałych członków ROAK do skorzystania z amnestii. Sam ujawnił się 10 marca 1947 roku w PUBP w Mławie. Wraz z nim walkę zakończyła większość podległych mu sił partyzanckich batalionu „Znicz”. Walki nie zakończył tylko oddział Wacława Grabowskiego „Puszczyka”.

W sierpniu 1947 r. przybył do Szczytna i został zatrudniony w miejscowym gimnazjum i liceum, gdzie pracował jako nauczyciel (m.in. matematyki) oraz jako kierownik internatu, który samodzielnie założył. Jedna z jego uczennic, późniejsza szef prokuratury w Szczytnie, pisała we wspomnieniach: 

Pamiętam ukochanego przez uczniów wychowawcę naszej klasy, profesora Pawła Nowakowskiego, owianego legendą partyzancką (mówiło się w głębokiej tajemnicy, że był jednym z szefów Kedywu) – jakże on nas umiał uczyć matematyki....

W 1956 r. zrezygnował z dalszego nauczania w szkole, ponieważ był szykanowany przez funkcjonariuszy partii. Twierdzono, że jako były oficer AK oraz dowódca oddziałów partyzanckich ROAK nie może być wychowawcą młodzieży. Objął więc funkcję prezesa spółdzielni mleczarskiej w Szczytnie.
Został pochowany na cmentarzu w Szczytnie.

## Awanse
- podporucznik – między 1929 a 1933 rokiem
- porucznik – początek 1939 roku
- kapitan – 1942 rok
- major – 11 października 1990 roku[potrzebny przypis].

## Odznaczenia
- Krzyż Niepodległości
- Krzyż Oficerski Orderu Odrodzenia Polski – po 1989 roku
- Medal Wojska (czterokrotnie)[potrzebny przypis]
- Złoty Krzyż Zasługi z Mieczami[potrzebny przypis]
- Krzyż Armii Krajowej[potrzebny przypis].

## Życie rodzinne
Paweł Nowakowski pochodził z rodziny chłopskiej. Jego ojciec, Józef urodził się w Dłutowie, a matka Konstancja z domu Defańska pochodziła z Nicka.

## Upamiętnienie
- Jedna z ulic w Szczytnie nosi imię Pawła Nowakowskiego.